# Вюнсдорфская мечеть

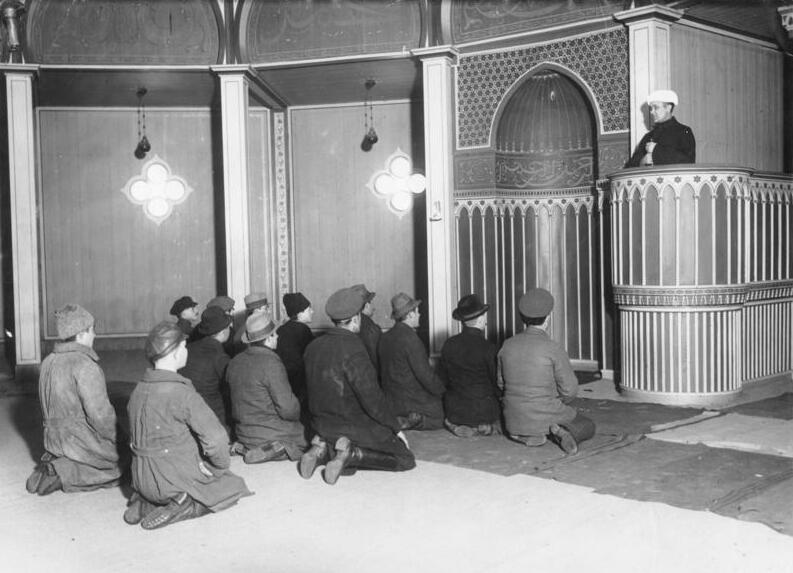
В вюнсдорфской мечети. Начало 1920-х годов

Вюнсдо́рфская мечеть (нем. Moschee Wünsdorf) располагалась в городе Вюнсдорфе в 1915—1930 годах. Находилась на территории «Лагеря полумесяца», где содержались мусульманские военнопленные из колониальных войск британской и французской армий. Считается старейшей мечетью Германии.

## История
11 ноября 1914 года посол Германии в Стамбуле Ганс фон Вангенгейм сообщил в Берлин о желании султана Мехмеда V построить в Германии мечеть для военнопленных мусульман. Стратегия германского джихада против колониальных держав Антанты по идее Макса фон Оппенгейма показалась властям воюющей империи привлекательной, и в феврале 1915 года военное министерство выдало соответствующее разрешение. За пять недель компания Stiebitz und Köpchen из Шарлоттенбурга возвела деревянное здание мечети, затратив 45 000 золотых марок. Это была первая мечеть на территории Германии.
Эклектичное здание вюнсдорфской мечети намеренно объединило в себе элементы исламских сооружений в Испании, Купола Скалы, османских строений и даже Тадж-Махала. Здание имело в основании многоугольник, центральный молитвенный зал с куполом был обустроен галереей по периметру, в комплекс входили также комната для омовения, михраб и минарет. В квадратном внутреннем дворе имелся фонтан. Внешние стены и внутренние помещения были выкрашены масляной краской цвета слоновой кости с красными и серыми полосами. Пол молитвенного помещения был выложен камнем, поверх которого были расстелены коврики. Центральный купол мечети имел диаметр 12 метров, высота минарета — 23 метра.
Первая в Германии мечеть была открыта 13 июля 1915 года, с началом рамадана в присутствии турецкого дипломата Махмуда Мухтар-паши. По окончании Первой мировой войны мусульманские пленные постепенно возвращались к себе на родину, в двух казармах лагеря осталась группа из 90 мусульман, которая с согласия властей продолжала религиозную жизнь в Вюнсдорфе.
В 1924 году был заложен первый камень новой мечети Ахмадийя в берлинском районе Вильмерсдорф. Деревянная мечеть утратила своё значение, и «Общество исламского поклонения» в 1927 году решило продать германскому государству мечеть в Вюнсдорфе за 10 000 рейхсмарок, чтобы потратить эти средства на новое здание. В 1928 году строительство Ахмадийи в Вильмерсдорфе было завершено, деревянная мечеть была снесена в 1930 году.
Через сто лет, в ходе подготовки к строительству нового пункта приёма беженцев, на месте вюнсдорфской мечети были произведены археологические работы. При раскопках были обнаружены остатки центрального здания и северного крыльца, а также остатки фундамента из кирпича, системы водоснабжения и дренажа. Кроме этого, были найдены металлические предметы убранства мечети и цветные стеклянные части окон купола. О существовании первой и самой старой мечети Германии напоминает памятное информационное табло и название улицы, которая проходит на её месте — Мечетная (нем. Moscheestraße).